# 小林巳智次
小林 巳智次（こばやし みちじ、明治26年（1893年）11月15日 - 1977年1月17日）は、日本の法学者。学位は農学博士。専門は民法・産業法・農業法。特に、入会権・永小作権・農林に関する法律を研究。末弘厳太郎門下。

## 経歴
- 長野県南佐久郡平賀村（現佐久市）出身[1]。小林吉三郎の三男[1]。旧制野沢中学（長野県野沢北高等学校）、第一高等学校卒業。
- 1921年 東京帝国大学政治科卒[1]。北海道帝国大学農学部講師となる[1]。引続き、東京帝国大学にも籍を置き末弘厳太郎の指導下で労働法・農業法を研究。
- 1922年 同農学部助教授
- 1939年 同農学部教授
- 1949年 同法文学部教授
- 1952年 同法経学部教授
- 1954年 同法学部教授。同法学部長（~1957年）
- 1957年 北海道大学停年退官。北海道大学名誉教授。北海学園大学経済学部教授
- 1959年 北海学園大学就職部長（~1964年）
- 1964年 北海学園大学法学部教授。初代法学部長（~1970年）
- 1973年 北海学園大学退職。北海学園大学名誉教授
- 1977年 逝去

この他、北海道労働審議会委員、北海道地方労働委員会委員、札幌地方裁判所家事調停委員、大政翼賛会参与などを務めた。

## エピソード
- 北海学園大学にて法学部を新設するに当たり、松浦栄、大和哲夫らとともに旗手として教員確保等に奔走。途中病気に倒れる事も遭ったがその甲斐あって北海道私立初の法学部新設に至った[2]。
- 教員が確保できず、専門外の経済法・国際労働機関論を教える一幕もあった。なお、その他民法物権法、担保物権法、産業法、労働法なども受け持った[2]。
- 専門図書の蔵書拡充に力を注ぎ、大学退任時に自分の所有する殆どの蔵書を「小林文庫」と言う形で寄贈したという。
- 有島武郎と親交があった[2]。
- 趣味は文学[3]。宗教は真言宗[3]。長野県南佐久郡中込町在籍[3]。
- 幼年時代、モボ・モガという流行が生じる前に近隣でも小林家だけが東京の少年雑誌を定期的に取り寄せていた。
- 巳智次の長兄義助は野沢中学時代その神域に及ぶとさえ言われた抜群の記憶力と天才でその名を轟かせており将来を大いに嘱望されていた。しかしふいに病を得て夭折してしまった。巳智次は「義助兄が生きていれば本邦の振興発展に資すること大であったろう」と晩年まで嘆息していたという。
- 官費留学生として日露戦争後のフランスに留学。対露戦役での健闘で日本人の株が大いに上がっていた時期でもあり巴里の街路でフランス女性らに大いにモテているという趣旨の国際葉書（実妹・吉澤むつ宛て）が現存する。巳智次のユーモラスな性分をうかがわせる話である。

## 家族・親族

### 小林家
（長野県南佐久郡中込町、北海道札幌市）
- 父・吉三郎[3]
- 妻・愛（秋田県士族、農学博士・理学博士田所哲太郎妹[4]）

明治39年（1898年）1月生 - 没
- 長男[3]

大正15年（1926年）5月生 -
- 長女（医博鮫島夏樹に嫁す[3]）

昭和6年（1931年）10月生 -
- 次女[3]

昭和10年（1935年）3月生 -
- 次男[3]

昭和14年（1939年）4月生 -

## 著書・論文
- 『小作行政機構の批判と将来の立法政策』（農業経済学舎、1934年）
- 『農業法研究-農地法の根本問題-』（有斐閣、初版1937年、再版1948年）
- 『二つの乳房-農に関する随想と研究-』（霞ヶ関書房、1943年）
- 『農業法問題の国際的趨勢-第1回国農業法国際会議記録から-』（日本農業法学会、1958年）

など多数